# Bela (Kanalska dolina)
Bela (italijansko in nemško Fella, furlansko Fele) je reka v severovzhodni Furlaniji, eden glavnih pritokov Tilmenta, ki izvira severozahodno od kraja Žabnice (Camporosso) južni strani razvodja med Jadranom in Donavo pod goro Mirnik, teče skozi Kanalsko dolino na zahod do Tablje in po južnem nadaljevanju Kanalske doline naprej na jug po Železni dolini do Kluž in naprej proti zahodu do naselja Carnia, kjer se v rečni delti izlije v Tilment. Ime »Železna dolina« izvira iz južne izvozne poti za železo iz Trbiža, kjer je proizvodnja cvetela v 15. stoletju. 
Reka je značilna po svoji široki rečni strugi z naplavljenimi belimi kamenčki (apnenec) in po svoji izredni čistosti, kar ji daje zelenomodro barvo. Bela ima močan hudourniški karakter še posebej ob močnih padavinah. Zaradi tega pride pogosto pride do močnih hudourniških poplav, zlasti pozno spomladi in poleti, kar tudi vpliva, da spreminja videz na široki prodnati obali. Z več kot 35 m³/s povprečnim pretokom zagotavlja Tilmentu skoraj polovico njegovega letnega pretoka. Na reki Beli ni nobene hidroelektrarne, čeprav so obstajali načrti za jez in elektrarno pri Možacu.
Glavna naselja ob toku reke Bele so Žabnice, Naborjet, Tablja, Pietratagliata, Dunja, Kluže, Na Bili in Carnia. Iz Karnijske regije Bela dobi pritoke iz dveh stranskih dolin: doline hudournika Tablja in Aupaška dolina pri Možacu. Druge tri stranske doline vodijo proti vzhodu v pogorje Julijskih alp: dolina Rezije, Reklanska dolina in Doline Dunje.

## Poplave
V zadnjih dveh stoletjih se je dogodilo nekaj katastrofalnih poplav v povodju reke Bela in sicer:
- 2. november 1851 – Znatno deževje je sprožilo velik plaz iz gore Cocon, ki je pod seboj uničil 23 hiš in vzel 13 življenj. Na cesti med Možacem in Trbižem se je sprožilo 130 zemeljskih plazov in 40 skalnih podorov. Skupaj je bilo 31 mrtvih[2].
- 13. september 1903 – Neurje je povzročilo veliko gmotno škodo[3]). Močno je bila poškodovana cerkev v Ukvah, katere zvonik so pred porušenjem rešili z leseno podporo. Skupaj 2 mrtva.
- 29. avgust 2003 – Ukve so bile preplavljene s hudournikom s kamnitim drobirjem, ki je poškodoval veliko domov in povzročil zrušenje zvonika na župnijski cerkvi sv. Jakoba, ki je bil rešen leta 1903. Bilo je poškodovanih 260 hiš, razseljenih več kot 300 ljudi in 2 smrtni žrtvi.[4]

## Galerija fotografij
- Bela pri Možacu
- Bela pri izlivu Dunja
- Most preko Bele pri Schiusa
- Most na Beli
- Bela skozi Železni kanal